# ستار دخاني

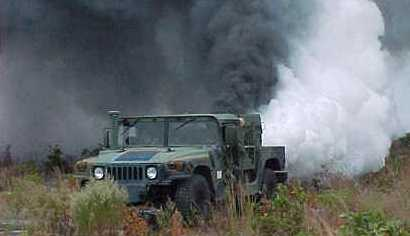
ستار دخاني منطلق من عربة هامفي تابعة للجيش الأمريكي.

الستار الدخاني  هو سحابة من الدخان تطلق بهدف حجب حركة أو موقع الوحدات العسكرية وآلياتها. يمكن توليد الستر الدخاني إما بشكل فردي على نطاق صغير من قنبلة يدوية دخانية أو بشكل أكبر من عربات أو مدرعات.